# عنصر (استان جیجل)
عنصر (به عربی: العنصر) یک شهرداری در الجزایر است که در استان جیجل واقع شده‌است.
 عنصر  ۲۰٬۰۷۰ نفر جمعیت دارد.